# Procecidocharoides
Procecidocharoides is een geslacht van insecten uit de familie van de Boorvliegen (Tephritidae), die tot de orde tweevleugeligen (Diptera) behoort.

## Soorten
- P. caliginosa Foote, 1960
- P. flavissima Foote, 1960
- P. penelope (Osten Sacken, 1877)
- P. pullata Foote, 1960